# Кобер, Криштоф
Криштоф Кобер из Коберсперка (чеш. Kryštof Kober z Koberšperku; умер 21 июня 1621, Прага, Чешское королевство) — пражский мещанин, с 1609 года один из дефензоров (официальных защитников прав некатолического большинства в Чехии). Примкнул к антигабсбургскому восстанию 1618 года и стал членом нового правительства — Директории. После поражения был приговорён к смерти за измену, оскорбление величества и подстрекательство народа к мятежу, казнён на Староместской площади вместе с 26 своими товарищами. Очерёдность во время казни зависела от социального положения осуждённых, и Кобера обезглавили четвёртым из мещан (после трёх панов и семи рыцарей). 
Имя Криштофа Кобера выбито на мемориальной доске, которую установили на стене Староместской ратуши. О казни его и товарищей напоминают кресты на брусчатке Староместской площади.